# Okrutne gwiazdy nocy

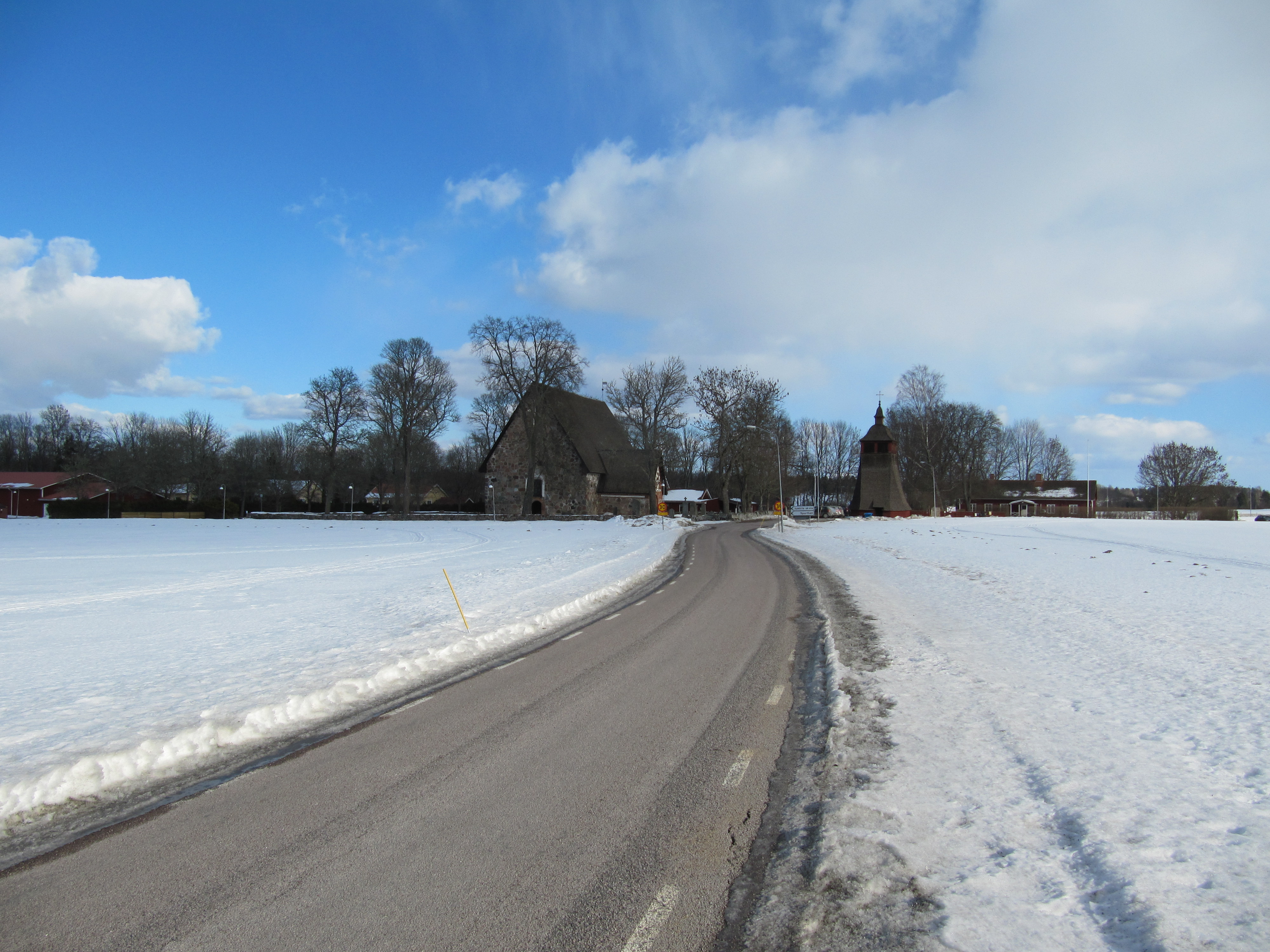
Jumkil - tutaj zamordowano Petrusa Blomgrena

Okrutne gwiazdy nocy (szw. Nattens grymma stjärnor) – powieść kryminalna szwedzkiego pisarza Kjella Erikssona z 2004. Polskie wydanie książki ukazało się w 2013 (tłumaczyła Agnieszka Zajda).

## Treść
Jest szóstą częścią kryminalnej serii z detektyw Ann Lindell z Uppsali. Akcja koncentruje się wokół kilku wątków - zaginięcia profesora Ulrika Hinderstena (wybitnego znawcy twórczości Francesco Petrarki) oraz zabójstw: dwóch farmerów - Petrusa Blomgrena z Jumkil i Jana-Elisa Anderssona z Alsike, a także hodowcy koni - Carla-Henrika Palmblada ze Skuttunge. Zaginięcie profesora zgłasza jego córka - Laura Hindersten (35 lat), osoba antypatyczna i bardzo negatywnie oceniająca kompetencje śledcze policji szwedzkiej. Wszyscy zamordowani mężczyźni zostali zatłuczeni na terenie własnych gospodarstw niezidentyfikowanym twardym narzędziem. Z czasem poszczególne wątki zaczynają się wiązać, a kluczem do rozwiązania spraw jest przeszłość wszystkich związanych ze śledztwem osób.
Jednocześnie opisany jest wątek romansowy, w którym Ann Lindel zakochuje się w nowym współpracowniku - Charlesie Morganssonie, pochodzącym ze Storuman w pobliżu Umei.